# Necròpoli de Cartago
La necròpoli de Cartago fou el lloc on es feien els enterraments a la Cartago púnica. S'ha excavat i estava formada per centenars de pedres (esteles o lapides) blanques amb els signes de Tanit (un triangle amb un cercle) o de Baal Hammon (un disc solar amb una lluna creixent)